# Lilla Farsbosjön (Ulrika socken, Östergötland, 644398-147343)
Lilla Farsbosjön är en sjö i Linköpings kommun i Östergötland och ingår i Motala ströms huvudavrinningsområde. Sjön har en area på 0,0683 kvadratkilometer och ligger 177,5 meter över havet.

## Delavrinningsområde
Lilla Farsbosjön ingår i det delavrinningsområde (646078-147034) som SMHI kallar för Ovan 646098-147007. Medelhöjden är 162 meter över havet och ytan är 64,4 kvadratkilometer. Det finns inga avrinningsområden uppströms utan avrinningsområdet är högsta punkten. Lillån som avvattnar avrinningsområdet har biflödesordning 4, vilket innebär att vattnet flödar genom totalt 4 vattendrag innan det når havet efter 111 kilometer. Avrinningsområdet består mestadels av skog (80 procent). Avrinningsområdet har 0,94 kvadratkilometer vattenytor vilket ger det en sjöprocent på 1,5 procent.